# Orasiopa koriwa
Orasiopa koriwa är en tvåvingeart som beskrevs av Tadeusz Zatwarnicki 2002. Orasiopa koriwa ingår i släktet Orasiopa och familjen vattenflugor. Inga underarter finns listade i Catalogue of Life.